# 麗臺科技
麗臺科技（Leadtek Research Inc.）是台灣一家於1986年創立的電腦及智慧醫療產品相關產品製造商，總公司位於台灣新北市中和區，並在中國大陸及日本設有分公司，產品有GeForce顯示卡、NVIDIA RTX繪圖卡、AI工作站與伺服器、AI管理軟體、桌面虛擬化方案（Zero Client/Thin Client）、智慧醫療產品與健康照護解決方案、大數據解決方案等。
麗臺是NVIDIA的長期合作夥伴，2017年麗臺成為NVIDIA DLI深度學習實作坊認證夥伴，提供AI人才培訓課程，在GPU與雲端服務領域，協助學術界與企業建置GPU深度學習環境，以支持各類AI應用的開發。
麗臺2000年投資威今基因科技，開始投入智慧醫療及健康照護領域，與醫院及醫療研究單位合作，專注於醫學影像處理與分析、醫療資訊分析及臨床資料分析等領域。
2010年成立旗下健康品牌amor，2019年麗臺收購血氧儀品牌Alvital，2020年推出的amor H2 Plus穿戴心電圖記錄器，提供居家遠距照護服務，2024年推出生技產品BtNPN植物奈米貼片，全台建立超過1000家實體通路。

## 外部連結
- 麗臺科技 （页面存档备份，存于）（繁體中文）